# Systems of Romance
Albums de Ultravox
Ha!-Ha!-Ha!
(1977) Vienna
(1980)
Systems of Romance est le troisième album du groupe Ultravox, sorti en 1978. Le groupe y abandonne le point d'exclamation qui figurait jusqu'alors à la fin de son nom. Produit par Conny Plank et enregistré dans son studio de Cologne, en Allemagne de l'Ouest, l'album fait la part belle aux synthétiseurs et constitue un des précurseurs du genre synthpop.
Commercialement, c'est un nouvel échec pour Ultravox : ni l'album, ni les 45 tours Slow Motion et Quiet Men ne se classent dans les charts britanniques. La maison de disques Island Records met un terme au contrat du groupe.
Il s'agit du dernier album d'Ultravox avec le chanteur John Foxx, qui se lance dans une carrière solo après une tournée aux États-Unis. C'est également le seul où apparaît le guitariste Robin Simon, remplaçant de Stevie Shears (en).

## Titres

### Face 1
1. Slow Motion (Cann, Cross, Currie, Foxx, Simon) – 3:26
2. I Can't Stay Long (Cann, Cross, Currie, Foxx, Simon) – 4:09
3. Someone Else's Clothes (Currie, Foxx) – 4:27
4. Blue Light (Cann, Cross, Currie, Foxx, Simon) – 3:08
5. Some of Them (Currie, Foxx) – 3:31

### Face 2
1. Quiet Men (Cross, Currie, Foxx) – 4:09
2. Dislocation (Currie, Foxx) – 3:15
3. Maximum Acceleration (Foxx) – 4:13
4. When You Walk Through Me (Currie, Foxx, Simon) – 4:15
5. Just for a Moment (Currie, Foxx) – 3:10

## Musiciens
- John Foxx : chant
- Robin Simon : guitare, chœurs
- Billy Currie : claviers, violon
- Chris Cross : basse, synthétiseur, chœurs
- Warren Cann : batterie, boîte à rythmes, chœurs